# Qualifications de la zone Asie pour la Coupe du monde de rugby à XV 2003
Navigation
Qualifications Coupe du monde 1999 Qualifications Coupe du monde 2007
Les qualifications de la zone Asie pour la Coupe du monde de rugby à XV 2003 opposent onze équipes du 30 mars au 21 juillet 2002. Une première est directement qualifiée pour la phase finale et une deuxième dispute un match de barrage contre une équipe de la Zone Océanie.

## Liste des équipes participantes
| - Chine - Corée du Sud - Golfe Persique - Hong Kong - Japon - Kazakhstan | - Malaisie - Singapour - Sri Lanka - Taipei chinois - Thaïlande |

## Tour 1
Neuf nations réparties en trois de poules de trois ont participé au premier tour. Chaque équipe dispute deux matchs : un à domicile et un à l'extérieur. Les neuf équipes engagées sont le Sri Lanka, le Kazakhstan, Hong Kong, la Chine, le Golfe Persique, la Malaisie, Taïwan, Singapour et la Thaïlande.

### Poule A
La Poule A est composée de Taïwan, de Singapour et de la Malaisie. Le vainqueur est qualifié pour le Tour 2. Taïwan est désigné vainqueur de la Poule A et qualifié pour le tour suivant à la suite du refus de Singapour de se déplacer en raison de craintes d'un tremblement de terre. Les points du match ont été accordés à Taïwan par l'IRB. 
| Rang | Pays           | J | V | N | D | Pm | Pe | Diff | Pts |
| ---- | -------------- | - | - | - | - | -- | -- | ---- | --- |
| 1    | Taipei chinois | 1 | 1 | 0 | 0 | 57 | 3  | +54  | 3   |
| 2    | Singapour      | 1 | 1 | 0 | 0 | 34 | 5  | +29  | 3   |
| 3    | Malaisie       | 2 | 0 | 0 | 2 | 8  | 91 | -83  | 2   |

- 30/03/2002 : Malaisie 3 - 57 Taïwan
- 06/04/2002 : Singapour 34 - 5 Malaisie
- 13/04/2002 : Taïwan - Singapour

### Poule B
La Poule B est composée de Hong Kong, du Golfe Persique et de la Thaïlande. Le vainqueur, ici Hong Kong, est qualifié pour le tour 2.
| Rang | Pays           | J | V | N | D | Pm | Pe | Diff | Pts |
| ---- | -------------- | - | - | - | - | -- | -- | ---- | --- |
| 1    | Hong Kong      | 2 | 2 | 0 | 0 | 32 | 15 | +17  | 6   |
| 2    | Golfe Persique | 2 | 1 | 0 | 1 | 47 | 37 | +10  | 4   |
| 3    | Thaïlande      | 2 | 0 | 0 | 2 | 28 | 55 | -27  | 2   |

- 05/04/2002 : Golfe Persique 40 - 20 Thaïlande
- 12/04/2002 : Thaïlande 8 - 15 Hong Kong
- 20/04/2002 : Hong Kong 17 - 7 Golfe Persique

### Poule C
La Poule C est composée du Sri Lanka, du Kazakhstan et de la Chine. Le vainqueur, ici la Chine, est qualifié pour le tour 2.
| Rang | Pays       | J | V | N | D | Pm | Pe | Diff | Pts |
| ---- | ---------- | - | - | - | - | -- | -- | ---- | --- |
| 1    | Chine      | 2 | 1 | 0 | 1 | 64 | 24 | +40  | 4   |
| 2    | Sri Lanka  | 2 | 1 | 0 | 1 | 23 | 27 | -4   | 4   |
| 3    | Kazakhstan | 2 | 1 | 0 | 1 | 35 | 71 | -36  | 4   |

- 05/04/2002 : Sri Lanka 9 - 7 Chine
- 12/04/2002 : Chine 57 - 15 Kazakhstan
- 20/04/2002 : Kazakhstan 20 - 14 Sri Lanka

## Tour 2
Le Tour 2 regroupe les formations qualifiées lors du Tour 1 qui sont Taïwan, Hong Kong et la Chine. Chaque équipe dispute deux matchs : un à domicile et un à l'extérieur. Le vainqueur est qualifié pour le tour suivant et c'est l'équipe de Taïwan qui termine première.
| Rang | Pays           | J | V | N | D | Pm | Pe | Diff | Pts |
| ---- | -------------- | - | - | - | - | -- | -- | ---- | --- |
| 1    | Taipei chinois | 2 | 2 | 0 | 0 | 49 | 36 | +13  | 6   |
| 2    | Hong Kong      | 2 | 1 | 0 | 1 | 49 | 27 | +22  | 4   |
| 3    | Chine          | 2 | 0 | 0 | 2 | 28 | 63 | -35  | 2   |

- 18/05/2002: Taïwan 20 - 15 Hong Kong
- 25/05/2002 : Chine 21 - 29 Taïwan
- 01/06/2002 : Hong Kong 34 - 7 Chine

## Tour 3
Le Tour 3 regroupe la formation qualifiée lors du Tour 2 (Taïwan) ainsi que le Japon et la Corée du Sud. Ce troisième tour permet de désigner le qualifié ainsi que le barragiste. Il se déroule en matchs aller-retour. Le premier, ici le Japon, désigné Asie 1, est qualifié pour la Coupe du monde. Le deuxième, ici la Corée du Sud, désignée Asie 2, est qualifié pour le tour de repêchage.
| Rang | Pays           | J | V | N | D | Pm  | Pe  | Diff | Pts |
| ---- | -------------- | - | - | - | - | --- | --- | ---- | --- |
| 1    | Japon          | 4 | 4 | 0 | 0 | 420 | 47  | +373 | 12  |
| 2    | Corée du Sud   | 4 | 2 | 0 | 2 | 214 | 183 | +31  | 8   |
| 3    | Taipei chinois | 4 | 0 | 0 | 4 | 44  | 448 | -404 | 4   |

- 16/06/2002 : Japon 90 - 24 Corée du Sud
- 23/06/2002 : Taïwan 31 - 54 Corée du Sud
- 30/06/2002 : Corée du Sud 119 - 7 Taïwan
- 06/07/2002 : Japon 155 - 3 Taïwan
- 14/07/2002 : Corée du Sud 17 - 55 Japon
- 21/07/2002 : Taïwan 3 - 120 Japon